# アレクサンドル・ビュコック
アレクサンドル・ビュコック（Alexandre Bewcock）は、田中芳樹のSF小説（スペース・オペラ）『銀河英雄伝説』の登場人物。自由惑星同盟の軍人（艦隊司令官）。
作中での呼称は「ビュコック」あるいは「ビュコック提督」。

## 概要
第5艦隊司令官の要職を務める老将で、本伝初登場時70歳。二等兵からの叩き上げで、豪胆かつ緻密な指揮能力で帝国の将帥からも一目置かれる。物語序盤のアムリッツァ星域会戦後に宇宙艦隊司令長官に就任し、ヤンを手助けする軍上層部における数少ない彼の理解者。しかし、ヤンと同じく民主共和制の原則を守るがゆえに、制度上、その上に位置する同盟政府（トリューニヒト）の理不尽な容喙を防ぐことはできず、奮闘虚しく同盟は滅亡に至る。最期は物語後半、大親征におけるマル・アデッタ星域会戦で、ラインハルト率いる帝国軍本隊を迎え撃ち、戦死する。ヤン艦隊に所属しない同盟軍人としてはもっとも登場頻度が高い。
本編での初登場はヤンのイゼルローン攻略作戦前（第1巻）。時系列上の初登場はヴァンフリート星域会戦であるが（外伝3巻『千億の星、千億の光』）、本編開始の50年ほど前になる第2次ティアマト会戦についての回想の引用があり（外伝4巻『螺旋迷宮』）、4つの外伝長編すべてに名前が登場する。
旗艦はリオグランデ（石黒監督版およびDie Neue Theseではリオ・グランデ）。
OVA版での外見のモデルは、米国の名俳優ジーン・ハックマン。

## 略歴
同盟軍には二等兵として入隊。物語に登場する最も古い戦歴は宇宙暦745年12月の第2次ティアマト会戦で階級は軍曹。戦艦シャー・アッバスの砲術下士官として参戦しており、この時19歳。ヤン・ウェンリーがブルース・アッシュビー謀殺疑惑の調査を担当した788年当時には62歳（准将、マーロヴィア星域方面管区の警備司令官）となっている。
宇宙暦794年のヴァンフリート星域会戦の時点で中将・第5艦隊司令官となっており、翌年の第3次ティアマト会戦、796年の帝国領侵攻とアムリッツァ星域会戦にも同じ立場で参加。アムリッツァ星域会戦後、大将昇進、宇宙艦隊司令長官に就任した。799年2月のランテマリオ星域会戦（会戦前に元帥に昇進）では陣頭指揮を執ったが、戦力差はいかんともしがたく敗北を喫する。
バーラトの和約後に退役したが、大親征に対抗する為に現役復帰。翌年1月のマル・アデッタ星域会戦で再びラインハルトと戦った。ビュコックは圧倒的兵力差にもかかわらず、星域の複雑な地形・現象を利用し、老練・勇猛果敢な戦術で帝国軍に想定外の苦戦を強いた。その戦列は一時ラインハルトの本営に迫り、ミッターマイヤーをして感嘆させるほどだったが、ついに圧倒的な物量差の前に戦闘行動をとることができなくなった。その際に受けたラインハルトからの降伏勧告を、民主主義が専制政治に屈するわけにはいかないと謹んで辞退し、座乗する旗艦と運命を共にした。74歳没。ラインハルトはその潔い最期と戦いぶりに敬意を表し、帝国軍全将兵にマル・アデッタ星域を通過する際に起立敬礼するように命じた。

## 能力
その豪胆かつ緻密な指揮能力は、同じ同盟軍はもちろん、帝国の将帥たちも一目置く。ただし、「本質的には戦略家ではなく戦術家」という評もあり、またウランフやボロディンとは厚い信頼で結ばれていたものの、トリューニヒト派が多数を占める多くの提督たちや軍上層の幹部たちとは不仲であった（OVA版では、「ウランフもボロディンも帰ってこなんだ」という台詞があり、2人を高く評価していたことが窺える）。「呼吸する軍事博物館」（ミッターマイヤー評）とも言われ、ラインハルトらは敬意を込めて「老人」と呼び、同盟軍の上官であったシドニー・シトレも自らの新任士官時代に教えを受けたこの老将に敬意を払っており、「老練という表現を、ビュコック提督以外に使うな」と「なかば本気で」評された事さえある。
同盟軍の宿将ではあったが、士官学校を出ていないためビュコックが司令長官になるのはまず叶わないだろうとされていた。しかしアムリッツァで多くの人材が失われたため、「きわめて皮肉で、しかもよい結果」として司令長官になったとされ、この人事については内外に好評を得た。他に同盟軍において士官学校を出ていない提督としてライオネル・モートンがおり、昇進もビュコックよりは早い（ただし、同盟軍には士官学校以外に軍専科学校なども存在する）。
前述の通りトリューニヒト派とは不仲であり、軍組織の間では孤立気味であった。

## 人柄
叩き上げの硬骨漢らしく、周囲からは「おっかない親父さん」と見られているが、ヤンが頭角をあらわしてからは好々爺として接する事が多い。ヤン艦隊の面々はおおむね親しみを感じていたようであり、訃報が届いた際には彼ららしからぬほどに揃って意気消沈していた。
広い視野と客観的な思考を備えており、ヤン艦隊のメンバーに勝るとも劣らぬ毒舌ぶりを示す事がある。ただし、ヤンと違ってあくまでも軍人としての視点から物事を捉える傾向がある。しかしあくまで「民主体制下の軍人」である事に誇りを持っており、副官のファイフェルが軍国主義的な発言をした際、それをたしなめる場面も見られ、軍国主義者とは対極的な立場にある。
マル・アデッタ星域会戦で降伏を勧告された際、清廉な態度で民主主義に殉じた姿を見届けたラインハルトは、戦場を後にする際に全軍に敬礼を命じている。また、後に同盟元首ジョアン・レベロを殺害して降伏してきたロックウェル等一部の軍人達の腐臭漂う言動との違いを見てビュコックを「新雪」と表現し、白ワインを撒いて改めて弔った。
先述どおり、ヤン・ウェンリーのよき理解者であり、有力な協力者でもあった。ヤンにとっても彼は、恩師であるシドニー・シトレと並んで最も敬愛する上官で、全幅の信頼を寄せる相手であった。救国軍事会議のクーデターを予見した際も、ビュコックに対処への協力を要請している（もっとも元々憲兵的な仕事は苦手であり、結果的には腐敗した組織内で孤立していた彼1人の手には余り、事態を未然に防ぐ事はできなかった）。さらには、クーデターが生じた場合には鎮圧すべし、という命令書を事前に出しておいてくれるよう頼み込み、クーデター時の鎮圧行動に正当性を得ている。
マル・アデッタにおける彼の最後の奮戦は、期せずしてヤンのイゼルローン要塞再奪取への側面援護ともなったが、同盟を離脱したヤンはビュコックの現役復帰を知らず、全てが終わった後に悲報を聞いて痛惜する結果となった。後世の歴史家には、もしヤンが事前にこの事を知っていたならば「生涯ではじめて、勝算なき戦いに身を投じることとなったであろう」と言われている。
藤崎竜の漫画版では、喫煙者でパイプを咥えながら作戦指揮をするシーンが描かれている。
ノイエ版では、アムリッツァ星域会戦における第13艦隊との巧妙な連携プレーや、ヤンが（ラインハルトが同盟に対してしたような）対帝国謀略を発想していたことを見抜くなど、ヤンとの親交や理解の存在を示す描写が追加されている。

## 家族
ハイネセンでは夫人と2人で暮らしている。夫人との仲は、フレデリカがうらやむほど良い。息子が2人あったが、共に戦死したという。夫戦死後の動向は不明。

## 演じた人物
アニメ
- 富田耕生（OVA版）
  - 真殿光昭（OVA版外伝「螺旋迷宮」における若年期）

- 石原凡（「Die Neue These」）
- 中博史（「Die Neue These」サードシーズン以降）

舞台
- 藤原啓児（「銀河英雄伝説 輝く星 闇を裂いて」、2012年上演）
- 伊藤哲哉（「銀河英雄伝説 第三章 内乱」、2013年上演～「銀河英雄伝説 第四章 後篇 激突」、2014年上演）　